# Карапетян, Артём Яковлевич
Артём Я́ковлевич Карапетя́н (при рождении Арутюн Акопович Карапетянц; 28 июня 1926, Тифлис — 18 ноября 2011, Москва) — советский и российский актёр театра и кино, сценарист.

## Биография
Родился в семье рабочего Акопа Арутюновича Карапетянца. Мать — Елизавета Артемьевна.
По окончании в 1949 году студии при Русском драматическом театре имени Грибоедова в Тбилиси стал актёром Ереванского театра имени Станиславского. Снимался в кино с 1954 года.
- С 1953 года — актёр Ереванского театра музыкальной комедии.
- В 1954—1955 годах — актёр Тбилисского ТЮЗа.
- В 1957—1961 годах — актёр Гостелерадио Армении.
- В 1961—1992 годах — актёр киностудии имени М. Горького. Один из ведущих актёров дублирования и закадрового озвучивания в советском и российском кино[источник не указан 51 день].
- В 1990-е годы — режиссёр озвучания зарубежных фильмов в телекомпании НТВ[3].

«Прекрасный актёр, непревзойдённый мастер дубляжа, он оставил неизгладимый след в истории советского и российского кино. Зрители помнят и любят созданные им образы… Его голос звучит в каждом третьем переозвученном фильме или телесериале. Снимался во многих популярных картинах и играл офицеров и шпионов».
— Из сообщения Союза кинематографистов РФ

Скончался на 86-м году жизни ранним утром 18 ноября 2011 года в Москве от инфаркта. Похоронен на Ваганьковском кладбище.

## Фильмография

### Актёрские работы
1. 1955 — Призраки покидают вершины — Баграт
2. 1956 — Из-за чести — Баграт Элизбаров
3. 1956 — Ты молодец, Анита! — моряк-подпольщик
4. 1957 — Лично известен — длинноволосый парень
5. 1963 — При исполнении служебных обязанностей — Геворк Аветисян
6. 1965 — Гиперболоид инженера Гарина — секретарь
7. 1966 — Год как жизнь — Мозес Гесс
8. 1966 — Сказка о царе Салтане — корабельщик
9. 1967 — Продавец воздуха — Бейли
10. 1968 — Крах — Артузов
11. 1970 — Переступи порог — архитектор Кондахчян
12. 1971 — Корона Российской империи, или Снова неуловимые — индус
13. 1972 — Освобождение — югославский партизан
14. 1972 — Чёрные сухари — Оливетти
15. 1972 — Тайник у Красных камней (Застава, в ружьё!) — полковник
16. 1973 — Москва — Кассиопея — академик
17. 1973 — Нейлон 100 % — Георгий, друг Константина
18. 1973 — Ни слова о футболе — учитель географии
19. 1974 — Рождённая революцией — комиссар
20. 1974 — Совесть — Резников (узник концлагеря)
21. 1975 — Кто, если не ты? — Хурцилава, парторг завода
22. 1976 — Самый красивый конь — Пётр Григорьевич, ветеринар
23. 1977 — Последняя двойка — директор института
24. 1977 — Транссибирский экспресс — иностранец
25. 1977 — Риск — благородное дело — врач
26. 1978 — Недопёсок Наполеон III — учитель рисования
27. 1979 — Фрак для шалопая — Василий Петрович Громобоев
28. 1979 — Акванавты — Аджимоглян
29. 1980 — В начале славных дел — Гассан-паша
30. 1980 — Через тернии к звёздам — участник совещания
31. 1980 — Крах операции «Террор» — Артузов
32. 1984 — Приходи свободным — Хан-Гирей
33. 1986 — Красная стрела — Вазген
34. 1986 — Алый камень — Лебедянский, начальник отдела
35. 1986 — Где ваш сын? — Мамедов, потерпевший
36. 1989 — Чёрный принц Аджуба (СССР, Индия) — казначей
37. 1990 — Посредник — мужчина, которому подсадили Мыслящего во время похорон / врач «Скорой помощи» на шоссе
38. 1991 — Заряженные смертью — Карен Ашотович Саакян, капитан I ранга, командир ПСКР «Юрий Андропов»
39. 1991 — Призраки зелёной комнаты — Джакоб Манглс
40. 1993 — Твоя воля, Господи — Анри
41. 1993 — Шиш на Кокуй
42. 1993 — Трагедия века — югославский партизан
43. 1998 — Чёрный океан — президент восточной страны
44. 1999 — Транзит для дьявола — Сурен Ашотович Багдасарян

### Дубляж

#### Фильмы и сериалы СССР и России
- 1961 — Наша улица — Бахрам (играет Агададаш Курбанов)
- 1962 — 713-й просит посадку — безработный юрист Генри (играет Отар Коберидзе)
- 1964 — Армия «Трясогузки» — Платайс (играет Гунар Цилинский)
- 1967 — Кавказская пленница, или Новые приключения Шурика — читает текст / шашлычник (шашлычника играет Эммануил Геллер)[6] / судья (судью играет Леонид Довлатов)
- 1968 — Щит и меч — профессор Штуттгоф (играет Хорст Пройскер) / комендант тюрьмы Кёнигштайн (играет Фриц Богдон)
- 1968 — Армия «Трясогузки» снова в бою — Платайс-Загурский (играет Гунар Цилинский)
- 1971 — Корона Российской империи, или Снова неуловимые — гарсон Луи-Леонид, бывший скрипач из ресторана «Паласъ» (играет Ян Френкель)
- 1971 — Девушка из камеры № 25 — Петре (играет Отар Кипиани)
- 1973 — Земля Санникова — шаман онкилонов (играет Махмуд Эсамбаев)
- 1973 — Опасной морской дорогой — английский офицер (играет Анатолий Фалькович)
- 1973 — Семнадцать мгновений весны — сотрудник Даллеса (играет Владлен Давыдов)
- 1973 — Хаос — Сумбат Алимян (играет Сос Саркисян)
- 1973—1983 — Вечный зов — Рудольф Бергер, зондерфюрер, руководитель разведцентра абвера (играет Николай Брилинг)
- 1974 — Приключения в городе, которого нет — Дон Кихот (играет Николай Гринько)
- 1975 — Вариант «Омега» — Целлариус (играет Пауль Кальде)
- 1975 — Первая ласточка — Квантре, содержатель ресторана (играет Баадур Цуладзе)
- 1976 — 12 стульев — Персицкий, репортёр газеты «Станок» (играет Михаил Водяной)
- 1976 — Школа господина Мауруса — Мийлинымм (играет Олев Эскола)
- 1976 — Жизнь и смерть Фердинанда Люса — Алекс, журналист (играет Альфред Штруве)
- 1976 — Табор уходит в небо
- 1976 — Смерть под парусом — мистер Финбоу (играет Антанас Барчас)[3]
- 1976 — Легенда о Тиле — граф Эгмонт (играет Улдис Лиелдиджс)
- 1976 — Опровержение — Альберт, сотрудник редакции (играет Пётр Меркурьев)
- 1980 — Мнимый больной — врач Пургон (играет Александр Карпов)
- 1980 — Огарёва, 6 — капитан милиции (играет Сергей Габниа)
- 1981 — На Гранатовых островах — Фарадж, местный коллаборационист (играет Григоре Григориу) / представитель Республики Гранатовые Острова (играет Нодар Шашик-оглы)
- 1982 — Гляди веселей — Камильбек (играет Мухтарбек Аков)
- 1982 — Спортлото-82 — покупатель на рынке (играет Абессалом Лория)
- 1982 — Инспектор ГАИ — парикмахер (играет Гусейн Ахундов)
- 1982 — Долгая дорога в дюнах — отец Рихарда (играет Альфред Видениекс)
- 1983 — Мэри Поппинс, до свидания! — полисмен (играет Эммануил Левин)
- 1983 — Цена возврата — штурмбаннфюрер Крибель (играет Витаутас Томкус)
- 1983 — Мираж — ведущий теленовостей (играет Улдис Норенбергс)
- 1984 — Академия пана Кляксы — Пан Клякса / автор (играет Пётр Фрончевский)
- 1984 — Легенда о любви (в советском дубляже)
- 1984 — Победа — Вильгельм Пик (играет Гюнтер Грабберт)
- 1985 — Двойной капкан[7][3] — Вотэн (играет Вилнис Бекерис)
- 1985 — Самая обаятельная и привлекательная — работник торговли (играет Гурам Абесадзе)
- 1986 — Кин-дза-дза! — Абрадокс (играет Георгий Данелия)[8]
- 1986 — Лицом к лицу — Джапаридзе (играет Александр Светлов)
- 1990 — Взбесившийся автобус — начальник израильской контрразведки (играет Павел Цитринель)
- 1991 — Седая легенда — канцлер (играет Юзеф Фрынзлевич[пол.])
- 1992 — На Дерибасовской хорошая погода, или На Брайтон-Бич опять идут дожди — Президент США (играет Владимир Седов) / мафиози «Артист» в образе Сталина (играет Андрей Мягков)
- 1999 — Каменская — Дорман (играет Альгимантас Масюлис)
- 1999 — Транзит для дьявола — Владлен Павлович по кличке «Казимир» (играет Вадим Захарченко)

#### Зарубежные фильмы

##### Альберто Сорди
- 1965 — Воздушные приключения — граф Эмилио Понтичелли[3] (дубляж киностудии «Мосфильм», 1968 г.)
- 1971 — Задержанный в ожидании суда — Джузеппе Ди Ной[9] (дубляж киностудии «Мосфильм», 1973 г.)
- 1974 — Торговцы смертью — Пьетро Кьокка[9] (дубляж киностудии «Мосфильм», 1978 г.)

##### Жан Рошфор
- 1962 — Картуш — Сироп[3] (дубляж киностудии «Союзмультфильм», 1977 г.)
- 1972 — Высокий блондин в чёрном ботинке — полковник Тулуз[3] (дубляж киностудии «Союзмультфильм», 1974 г.)
- 1974 — Возвращение высокого блондина — полковник Тулуз[3] (дубляж киностудии «Союзмультфильм», 1975 г.)

##### Другие фильмы
- 1961 — Три мушкетёра — д’Артаньян (Жерар Барре)[10][3] (1 серия, дубляж киностудии «Мосфильм», 1962 г.)
- 1963 — Это безумный, безумный, безумный, безумный мир — озвучивание в один голос[3] (закадровый перевод киностудии «Мосфильм», 1965 г.)
- 1965 — Разиня — Лино (Ландо Буццанка[итал.])[3] (дубляж киностудии «Союзмультфильм», 1968 г.)
- 1966 — Большой приз — Жан-Пьер Сарти (Ив Монтан)[3] (дубляж киностудии «Мосфильм», 1968 г.)
- 1971 — Признание комиссара полиции прокурору республики — главврач психиатрической клиники[кто?][9] (дубляж киностудии «Мосфильм»)
- 1974 — Убийство в «Восточном экспрессе» — Эркюль Пуаро (Альберт Финни)[3] (дубляж киностудии им. Горького, 1978 г.)
- 1980 — Скупой — Гарпагон (Луи де Фюнес)[10] (дубляж киностудии им. Горького, 1982 г.)
- 1983 — Цена риска[3] — Фредерик Маллэр (Мишель Пикколи) (дубляж киностудии им. Горького, 1984 г.)

#### Зарубежные мультфильмы и мультсериалы
- 1981 — Вук — ворон[7] (дубляж киностудии им. Горького, 1982 г.)
- 1994—1995 — Аладдин — Амин Димула (эпизоды «Клептомания») / Халиф Капук / хранитель камня Судьбы (эпизод «Кто прошлое помянет»)[11]
- 1995 — Покахонтас — Кеката[7] (дубляж студии «Невафильм» по заказу компании «Disney Character Voices International», 2007 г.)
- 2001 — Шрек — епископ[7]
- 2008 — Хортон — читает текст[7]
- 2011 — Ранго[7] — Джим

#### Компьютерные игры
- 1999 — The Longest Journey[12] — Отец Рауль
- 2010 — Amnesia: The Dark Descent[13] — Агриппа

### Озвучивание

#### Фильмы и телесериалы
- 1927 — Октябрь (звуковая версия 1977 года) — закадровый текст в начале фильма
- 1962—1970 — Фитиль — закадровый текст в документальных и игровых сюжетах
- 1972 — Освобождение — читает текст и закадровый перевод[10][7]
- 1972 — Командир счастливой «Щуки» — читает закадровый перевод
- 1974 — Фронт без флангов — читает закадровый перевод с немецкого
- 1975 — Ералаш — выпуск № 4, сюжет «Если хочешь быть здоров…» — голос диктора (нет в титрах)
- 1975 — Ералаш — выпуск № 6, сюжет «Талант» — читает стихи (нет в титрах)
- 1975 — Ералаш — выпуск № 6, сюжет «Ура! Ура!» — читает текст (нет в титрах)
- 1976 — Бросок, или Всё началось в субботу — читает текст
- 1976 — Красное и чёрное — читает текст
- 1977 — Солдаты свободы — читает текст
- 1977 — Мимино — читает закадровый перевод
- 1977 — Судьба — читает закадровый перевод с немецкого
- 1977 — Фронт за линией фронта — читает закадровый перевод с немецкого
- 1979 — Осенний марафон — голос за кадром в телефильме, который смотрят Бузыкины
- 1981 — Тегеран-43 — читает закадровый перевод[7]
- 1981 — Фронт в тылу врага — читает закадровый перевод с немецкого
- 1981 — Они были актёрами — читает закадровый перевод с немецкого
- 1982 — Если враг не сдаётся… — читает текст и закадровый перевод с немецкого
- 1984 — Ералаш — выпуск № 46, сюжет «Кино из итальянской жизни по рассказу Джованни Моска. 40 чертей и одна зелёная муха» — читает закадровый перевод (нет в титрах)
- 1984 — Приказано взять живым — читает закадровый перевод
- 1985 — Одиночное плавание — читает закадровый перевод[7][3]
- 1985 — Битва за Москву — читает закадровый перевод
- 1985 — Секунда на подвиг — читает закадровый перевод
- 1986 — Постарайся остаться живым — читает закадровый перевод
- 1987 — Ералаш — специальный выпуск совместно с Госавтоинспекцией, выпуск № 1, сюжет «Наглядный урок (немое кино)» — читает текст (нет в титрах)
- 1987 — Загон — читает текст и закадровый перевод
- 1989 — Сталинград — читает текст и закадровый перевод
- 1990 — Паспорт — читает закадровый перевод
- 1992 — Вопреки всему — Тимур Жвания
- 1993 — Ангелы смерти — читает текст
- 1993 — Трагедия века — читает текст
- 1995 — Великий полководец Георгий Жуков — читает текст
- 2004 — Богатство (телесериал) — читает текст
- 2010 — Бриллианты. Воровство — читает текст

#### Мультфильмы и мультсериалы
- 1962 — Живые цифры — читает текст
- 1963 — Аппендицит (Фитиль № 15) — читает текст
- 1963 — Куриная принципиальность (Фитиль № 16) — читает текст
- 1967 — Собачий бред (Фитиль № 54) — читает текст
- 1975 — Пёс и кот — Кот-скорняк / пёс-рассказчик
- 1977 — Лоскутик и Облако — Советник Слыш
- 1980 — Трус — Чёртов дедушка
- 1981 — Тысяча уловок — строитель, пахарь, пастух и рыбак
- 1982 — Ходжа Насреддин — Ходжа Насреддин
- 1983 — Ух ты, говорящая рыба! — Старик
- 1984 — Встречайте бабушку — Отец
- 1985 — Ишь ты, Масленица! — Старик
- 1985 — Кубик — маленький охотник
- 1987 — Обыкновенное опасное приключение — Робот
- 1988 — Летели два верблюда — Сурок
- 1989 — Стереотипы — голос за кадром
- 1997—1998 — Незнайка на Луне — Господин Спрутс[7][11]
- 2003 — Дятлоws — дедушка
- 2008 — Прекрасная лягушка — Кощей Бессмертный

### Сценарии
- 1993 — Твоя воля, Господи

## Награды
- Медаль «За трудовое отличие» (3 сентября 1974 года) — за заслуги в развитии советской кинематографии и активное участие в коммунистическом воспитании трудящихся[14]